# Doubravice (district de Strakonice)
Pour les articles homonymes, voir Doubravice.
Doubravice (en allemand : Daubrawitz) est une commune du district de Strakonice, dans la région de Bohême-du-Sud, en Tchéquie. Sa population s'élevait à 276 habitants en 2020.

## Géographie
Doubravice se trouve à 11 km au nord-nord-ouest de Strakonice, à 62 km au nord-ouest de České Budějovice et à 91 km au sud-ouest de Prague.
La commune est limitée par Bratronice et Blatná au nord, par Lažany à l'est, par Chrášťovice et Třebohostice au sud, et par Hlupín et Mečichov à l'ouest.

## Histoire
La première mention écrite du village date de 1357.

## Administration
La commune se compose de deux quartiers :
- Doubravice
- Nahošín